# João da Matha de Andrade e Amaral
João da Matha de Andrade e Amaral (* 8. Februar 1898 in Altinho, Pernambuco, Brasilien; † 7. November 1954) war Bischof von Niterói.

## Leben
João da Matha de Andrade e Amaral empfing am 20. März 1921 das Sakrament der Priesterweihe.
Am 24. März 1934 ernannte ihn Papst Pius XI. zum Bischof von Cajazeiras. Der Erzbischof von São Sebastião do Rio de Janeiro, Sebastião Kardinal Leme da Silveira Cintra, spendete ihm am 20. Mai desselben Jahres die Bischofsweihe; Mitkonsekratoren waren der Bischof von Niterói, José Pereira Alves, und der Bischof von Nazaré, Ricardo Ramos de Castro Vilela.
Papst Pius XII. ernannte ihn am 12. Mai 1941 zum Bischof von Amazonas. Am 20. März 1948 bestellte ihn Pius XII. zum Bischof von Niterói.